# 北川一雄
北川 一雄（きたがわ かずお、生没年不詳）は、大正時代から昭和時代にかけての版画家。日本画家。

## 来歴
鏑木清方の門人。出身地など詳しい閲歴は未詳。伊東深水、川瀬巴水に続く新人として、大正8年（1919年）に渡辺庄三郎の渡辺版画店から新版画の作品「竹藪（竹林の初夏）」を発表している。「竹林の初夏」は真っすぐに伸びる竹を生き生きと描いている。また、郷土会の第5回、第6回、第8回、第10回展に作品を発表している。大正9年（1920年）3月に上野松坂屋で開催された第5回郷土会展には、「戸山原の秋」、「生垣に沿える道」を出品、翌大正10年（1921年）の第6回同展には、「椿を持てる女」を、大正12年（1923年）の第8回同展には、「野薊」を、大正14年（1925年）の第10回同展には、「斜陽」という作品を出品した。

## 作品
- 「竹林の初夏」　木版画　渡辺版　千葉市美術館所蔵　大正8年（1919年）

## 参考図書
- 加藤順造編 『近代日本版画大系』第3巻 毎日新聞社、1976年
- 日本浮世絵協会編  『原色浮世絵大百科事典』第10巻  大修館書店、1981年
- 鏑木清方記念美術館編   『鏑木清方の系譜　‐師水野年方から清方の弟子たちへ』  鏑木清方記念美術館、2008年
- 柏木智雄・内山淳子・片多祐子著、横浜美術館企画・監修  『はじまりは国芳　江戸スピリットのゆくえ』  大修館書店、2012年